# 凹萼木鳖
凹萼木鳖（学名：Momordica subangulata）为葫芦科苦瓜属下的一个种。

## 亚种
- Momordica subangulata subsp. renigera (Wall.ex G. Don) W. J. de Wilde

## 扩展阅读
- 維基物種上的相關：凹萼木鳖